# Forêt de Tusson
La forêt de Tusson  est un massif forestier du département de la Charente situé à une trentaine de kilomètres au nord d'Angoulême.

## Géographie

### Localisation
Cette forêt de 1 516 ha s'étend sur le territoire des communes d'Ébréon, Fouqueure, Ligné, Luxé, Tusson et Villejésus. Son altitude varie de 74 à 150 mètres. Elle appartient pour l'essentiel à des propriétaires privés.

### Géologie
Située sur un vaste plateau allongé de calcaire jurassique, couronne intérieure du Bassin aquitain.

### Faune et flore
La flore est la même que celle de la forêt de Boixe qui la prolonge à cause du substrat géologique. On y trouve des arbres de sol calcaire, comme les chênes, pins noirs d'Autriche, hêtres.
Le massif forestier se compose essentiellement d'une chênaie pubescente avec des enclaves agricoles cultivées.
C'est une zone naturelle d'intérêt écologique, faunistique et floristique (ZNIEFF 540 004 562).
La chênaie thermophile et supra-méditerranéenne occupe 70 % de la surface, les lisières (ou ourlets) forestières thermophiles 15 % et les cultures 15 %.
Les lisières présentent une flore intéressante, et le manteau abrite une riche population de rapaces nicheurs, diurnes notamment. Le Hibou des marais, nicheur à plusieurs reprises jusqu'en 1990, a disparu de la forêt.

### Sentiers de randonnée
La forêt est traversée dans sa longueur par le GR 36, reliant la Manche aux Pyrénées-Orientales, dans sa section Angoulême-Niort, qui, venant de Luxé, passe dans les bourgs de Tusson et d'Ébréon.

## Histoire
Située aux confins du Poitou et de l'Angoumois, il semble que la forêt de Tusson ait fait partie d'un ensemble forestier beaucoup plus vaste à l'époque romaine où commencèrent les défrichements.
La forêt de Tusson faisait partie de la grande forêt primitive qui se prolonge au nord-ouest par la grande forêt d'Argenson, forêt actuellement disparue mais qui regroupait les forêt d'Aulnay, forêt de Chef-Boutonne et forêt de Chizé, et au sud, de l'autre côté de la Charente, par la forêt de Boixe, la forêt de la Braconne, la forêt de Bois Blanc, puis la forêt de Dirac - Horte et les forêts du Périgord,,.
Au Moyen Âge, Le pape Calixte II donna en 1112 à l'ordre de Fontevraud, qui venait d'y fonder un prieuré de moniales, la terre et la forêt de Tusson[réf. nécessaire],.
Le défrichement et l'exploitation intensive du bois est actuellement ralenti.